# Papaipema astuta
Papaipema astuta là một loài bướm đêm trong họ Noctuidae.